# Fimbristylis bisumbellata
Fimbristylis bisumbellata é uma espécie de planta com flor pertencente à família Cyperaceae. 
A autoridade científica da espécie é (Forssk.) Bubani, tendo sido publicada em Dodecanthea 30. 1850.
Trata-se de uma espécie que tem fotossíntese do tipo C4. Trata-se de uma espécie com este tipo de fotossíntese que ocorre na Europa e que ocorre em habitats húmidos em que este factor não é limitante, facto esse é tipo como excepcional.

## Distribuição
Esta espécie ocorre em regiões tropicais e subtropicais, nomeadamente no sul da Europa e na zona do Mediterrâneo, em grande parte de África, no sudoeste da Ásia, no norte da Austrália e na América Central.

## Portugal
Trata-se de uma espécie presente no território português, nomeadamente em Portugal Continental.
Em termos de naturalidade é nativa da região atrás referida.
De acordo com o Plano Sectorial da Rede Natura 2000, ocorre no habitat natural Águas paradas, oligotróficas a mesotróficas, com vegetação da Littorelletea uniflorae e/ou da Isoëto-Nanojuncetea, habitat com o código 3130, mais especificamente o habitat 3130pt4, Charcos sazonais mesotróficos, pouco profundos, com vegetação de Nanocyperetalia.
De acordo com o esquema sintaxonómico para a vegetação de Portugal, Fimbristylis bisumbellata é uma das espécies características da aliança Verbenion supinae Slavnic 1951, juntamente com Blackstonia imperfoliata, Crypsis aculeata, Crypsis alopecuroides, Crypsis schoenoides, Glinus lotoides, Heliotropium supinum e Verbena supina.

## Protecção
Não se encontra protegida por legislação portuguesa ou da Comunidade Europeia.

## Citologia
O número cromossómico da espécie é 2n = 10.

## Fitossociologia
Em termos fitossociológicos trata-se de uma espécie incluída no tipo de vegetação sinantrópica, na classe Oryzetea sativae MIYAWAKI 1960, em comunidades de ervas daninhas de campos de arroz.

## Sinónimos
- Scirpus bisumbellatus Forssk. - basiónimo[10]

Ainda segundo a base de dados The Plant List:
- Fimbristylis bisumbellata var. elata Täckh.
- Fimbristylis dichotoma subsp. bisumbellata (Forssk.) Luceño
- Fimbristylis dichotoma var. villosa Vahl
- Fimbristylis liukiuensis Tuyama
- Fimbristylis pallescens (Roxb.) Nees
- Iria bisumbellata (Forssk.) Kuntze
- Scirpus pallescens Roxb.